# Janówek (województwo warmińsko-mazurskie)
Janówek – kolonia w Polsce położona w województwie warmińsko-mazurskim, w powiecie elbląskim, w gminie Tolkmicko na obszarze Parku Krajobrazowego Wysoczyzny Elbląskiej przy drodze wojewódzkiej nr 503.
W latach 1975–1998 miejscowość administracyjnie należała do województwa elbląskiego.
Inne miejscowości o nazwie Janówek: Janówek